# 1577년 궁중계회도
1577년 궁중계회도(1577年 宮中契會圖)는 조선 선조 때인 1577년 음력 8월 25일 그려진 궁궐 전각, 조선 왕족, 관료들의 초상화가 그려진 그림이다. 궁중계회도 중 2004년에 실물로 발견되어 알려졌다.  2004년 기준 임진왜란 이전의 궁중 그림 중 실제 확인된 그림의 하나이다.

## 개요
작자 미상으로 1577년 선조의 형 하릉군 인, 하원군 정이 정일품 관직에 승진한 것을 기념하여 그려진 그림이다. 장소는 종친부 전각 앞마당으로, 하릉군, 하원군 형제, 형제의 삼촌 덕양군 기 등의 모습이 그려졌으며, 19명의 왕족 군과 30여 명의 관료들 등이 보인다. 참석 인물 옆에는 이름 또는 관직명이 기록되어 있어 신원확인이 가능하다. 1580년경에 그려진 것으로 추정되는 그림과 지붕, 처마가 유사한 점이 확인된다. 그림 상단에는 중종의 다섯째 딸 정순옹주 이정환의 남편 여성군 송인의 발문이 있다.
1577년 궁중계회도는 알수 없는 때에 어떤 이유로 일본으로 유출되었다가, 2004년 경매장에 매물로 나오면서 알려지게 되었다.
그림은 1577년 음력 8월 25일에 그려졌고, 그림의 발문은 여성군 송인이 그해 10월에 그림 상단에 붓으로 기록하였다.

## 등장 인물
- 하릉군 인, 하원군 정(기념행사 주인공)
- 덕양군 기(숙부)
- 문성군 건(중종 왕자 봉성군의 양자, 세종 왕자 경명군의 손자, 양4촌)

## 같이 보기
- 하릉군
- 하원군
- 덕양군